# Gestads församling
Gestads församling var en församling i Dalslands kontrakt i Karlstads stift. Församlingen låg i Vänersborgs kommun i Västra Götalands län (Dalsland) och ingick Brålanda pastorat. Församlingen uppgick 2024 i Brålandabygdens församling.

## Administrativ historik
Församlingen har medeltida ursprung. Församlingen uppgick 2024 i Brålandabygdens församling.
Församlingen var till 1962 annexförsamling i pastoratet Bolstad, Grinstad, Erikstad och Gestad. Från 1962 var den annexförsamling i pastoratet Brålanda, Gestad och Sundals-Ryr.

## Kyrkor
- Gestads kyrka
- Timmerviks kyrka